# Busch (Overath)
Busch ist ein Ortsteil von Steinenbrück in der Stadt Overath im Rheinisch-Bergischen Kreis in Nordrhein-Westfalen, Deutschland.

## Lage und Beschreibung
Der Ortsteil Busch liegt auf einem Höhenrücken zwischen dem Sülztal im Norden und dem Holzbachtal im Süden. Er ist über die Landesstraße 284 zu erreichen, die hier Lindlarer Straße heißt. Der Ort besteht aus den zwei Wohnplätzen Altbusch und Busch. Während Busch mit der Ortschaft Neuhurden zu einem Siedlungsgebiet zusammengewachsen ist, liegt Altbusch noch heute eigenständig an der gleichnamigen Straße Altbusch. Zwei in den 1960/70er Jahren erbaute Einzelhäuser an der Straße Altbusch sowie eine Hofanlage aus dem 18. Jahrhundert mit 5 Häusern und drei Scheunen ergänzen den Siedlungsbereich von Busch. Früher waren es 6 Häuser ein Haus brannte jedoch teilweise ab und wurde abgerissen. Orte in der Nähe sind Müllenholz, Untersteeg und Immekeppelerteich. Naturräumlich betrachtet gehört die Gegend zu den Sülzhochflächen.

## Geschichte
Die Topographia Ducatus Montani des Erich Philipp Ploennies, Blatt Amt Steinbach, belegt, dass der Wohnplatz bereits 1715 zwei Hofstellen besaß, die als Busch beschriftet sind. Carl Friedrich von Wiebeking benennt die Hofschaft auf seiner Charte des Herzogthums Berg 1789 als Büsch. Aus ihr geht hervor, dass der Ort zu dieser Zeit Teil der Honschaft Löderich im Kirchspiel Overath war.
Der Ort ist auf der Topographischen Aufnahme der Rheinlande von 1817 als Büsch verzeichnet. Die Preußische Uraufnahme von 1845 zeigt den Wohnplatz unter dem Namen Büsch. Ab der Preußischen Neuaufnahme von 1892 ist der Ort auf Messtischblättern regelmäßig als Busch verzeichnet.
Der Ort lag nahe der Heidenstraße, einer bedeutenden mittelalterlichen Altfernstraße von Köln über Kassel nach Leipzig, die heutige Verbindungsstraße nach Leffelsend.
1822 lebten 30 Menschen im als Hof kategorisierten und Busch bezeichneten Ort, der nach dem Zusammenbruch der napoleonischen Administration und deren Ablösung zur Bürgermeisterei Overath im Kreis Mülheim am Rhein gehörte. Für das Jahr 1830 werden für den als Busch bezeichneten Ort 36 Einwohner angegeben. Der 1845 laut der Uebersicht des Regierungs-Bezirks Cöln als Dorf kategorisierte und Busch bezeichnete Ort besaß zu dieser Zeit neun Wohngebäude mit 53 Einwohnern, alle katholischen Bekenntnisses. Die Gemeinde- und Gutbezirksstatistik der Rheinprovinz führt Busch 1871 mit sechs Wohnhäusern und 29 Einwohnern auf.
Die Liste Einwohner und Viehstand von 1848 zählt in Busch 59 Einwohner, darunter 33 Kinder unter 16 Jahren.  Sie nennt Namen und Berufe der Haushaltsvorstände:  Gerhard Hasberg, Johann Rappenberger und  Peter Völkenrath  (Ackerer und Pächter) – Johann Altenweier, Adolph Müller,  Peter Remshachen, Johann Röhrich und Nikolaus Schmitt (Ackerer). Als ohne Gewerb wurden Johann Pauls, der Wittib Johann Hollinder und Johann Büscher bezeichnet und als Tagelöhner Wilhelm Wester und Wilhelm Rick. Letzterer hatte eine vierköpfige Familie zu versorgen, nannte eine Ziege sein Eigen und wurde behördlich als arm gekennzeichnet  ebenso  wie der Schuster Anton Trompeter mit seiner  sechsköpfigen  Familie sowie Johann Pauls, Besitzer von zwei Ziegen.  Johann Büscher bekam zu dem Vermerk arm noch ein zusätzliches Ausrufungszeichen. Das meiste Vieh im Ort besaß Völkenrath: 1 Ochse, 2 Kühe, 1 Kalb.
Im Gemeindelexikon für die Provinz Rheinland von 1888 werden für Busch acht Wohnhäuser mit 54 Einwohnern angegeben. 1895 besitzt der Ort acht Wohnhäuser mit 41 Einwohnern, 1905 werden zehn Wohnhäuser und 52 Einwohner angegeben.